# Coleman Francis
Coleman Francis est un acteur américain (né le 24 janvier 1919 en Oklahoma et décédé le 15 janvier 1973 à Hollywood à 53 ans). Il est acteur, réalisateur, producteur et scénariste.
Francis Coleman n'a jamais connu un grand succès et est connu comme étant l'un des pires réalisateurs de l'histoire avec Ed Wood. Il était marié à Barbara Francis, une actrice qui joua le film de Francis The Beast of Yucca Flats. Il a rencontré le succès lorsque ses films sont passés dans l'émission Mystery Science Theatre, ce qui lui a valu un succès culte.

## Filmographie
Acteur
- 1955 : Les Survivants de l'infini (This Island Earth) de Joseph M. Newman
- 1965 : Les Enragés de la moto (Motor Psycho) de Russ Meyer

Réalisateur
- 1961 : The Beast of Yucca Flats
- 1963 : The Skydivers
- 1966 : Night Train to Mundo Fine